# Szedres
Szedres község Tolna vármegyében, a Szekszárdi járásban.

## Fekvése
Szekszárdtól 15 kilométerre északra, Pakstól 20 kilométerre délnyugatra fekszik. Több, a központjától kisebb-nagyobb mértékben elkülönülő településrésze van, mint például Apátipuszta, a központtól mintegy 1 kilométerre keletre, vagy Kajmádpuszta, a déli széle közelében.
A közvetlenül határos települések: észak felől Tengelic, délkelet felől Fácánkert és Tolna, dél felől Szekszárd, délnyugat felől Sióagárd, nyugat felől pedig Medina.

### Megközelítése
- Közúton: a település központján a Szekszárd-Székesfehérvár között húzódó 63-as főút halad végig, amelybe itt torkollik bele Tengelic felől a 6235-ös út, és itt ágazik ki Medina, illetve a 6317-es út irányába a 6316-os út. A község közigazgatási területét érinti még az M6-os autópálya, illetve az azt a 63-as főúttal összekötő, Szedres belterületét egyúttal elkerülő 631-es főút, sőt a déli határszélét egy rövid szakaszon a 6-os főút is.

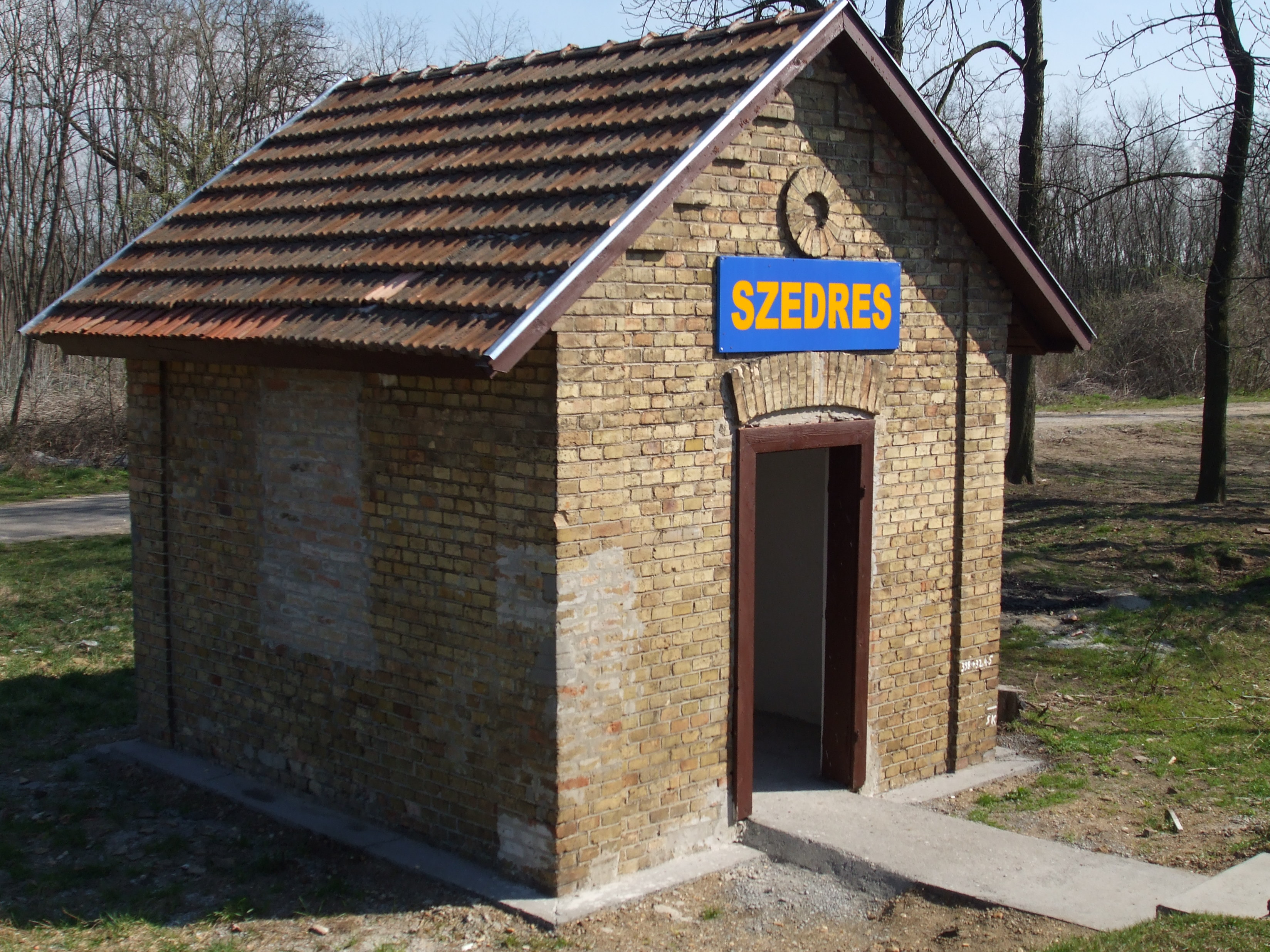
Vasúti megálló

- Vonattal korábban a MÁV 46-os számú Sárbogárd–Bátaszék-vasútvonalán volt megközelíthető. Szedres megállóhely Tengelic és Fácánkert között helyezkedett el, mintegy 3 kilométerre keletre a falu központjától. A viszonylag nagy távolság miatt fokozatosan lecsökkent a személyforgalom; emiatt 2009. december 13-tól nem állnak meg itt a vonatok.

## Története
A falut Bezerédj István alapította. Nevét a selyemhernyó-tenyésztés miatt ültetett eperfákról kapta (amiket itt „szederfának” neveznek). A Bezerédj család a Zala vármegyei Bezeréd faluból származtatható, a családfát a 14. század elejéig tudták visszavezetni. A család Zsigmond királytól kapott címert 1431-ben.
Bezerédj István (1796-1856) volt Tolna vármegye első népképviselője, a jobbágyfelszabadító és az első önként adózó magyar nemes.
Az 1832-1847 közötti országgyűléseken az úrbér, a jobbágyok és földesurak közötti jogviszony szabályozása és a közteherviselés szószólója. Az 1836-i törvények meghozatala után örökváltsági szerződést kötött jobbágyaival, 1844. december 16-án pedig arra kötelezte magát, hogy Tolna vármegyében fekvő ingatlanai után önként adót fizet.

## Közélete

### Polgármesterei
- 1990–1994: Koleszár Mihály (független)[4]
- 1994–1998: Koleszár Mihály (MSZP)[5]
- 1998–2002: Koleszár Mihály (független)[6]
- 2002–2006: Koleszár Mihály (független)[7]
- 2006–2010: Koleszár Mihály (független)[8]
- 2010–2014: Kovács János (Fidesz-KDNP)[9]
- 2014–2019: Kovács János (Fidesz-KDNP)[10]
- 2019–2024: Kovács János (Fidesz-KDNP)[11]
- 2024– : Kovács János (Fidesz-KDNP)[1]

## Népesség
A település népességének változása:
| Lakosok száma | 2284 | 2258 | 2220 | 2008 | 2002 | 1974 | 1948 |
|               | 2013 | 2014 | 2015 | 2021 | 2022 | 2023 | 2024 |

A 2011-es népszámlálás során a lakosok 89,9%-a magyarnak, 11,4% cigánynak, 0,5% németnek mondta magát (9,8% nem nyilatkozott; a kettős identitások miatt a végösszeg nagyobb lehet 100%-nál). A vallási megoszlás a következő volt: római katolikus 43,3%, református 14,2%, evangélikus 1,1%, felekezeten kívüli 18,8% (21,1% nem nyilatkozott).
2022-ben a lakosság 90,6%-a vallotta magát magyarnak, 6,1% cigánynak, 0,7% németnek, 0,1% lengyelnek, 0,1% bolgárnak, 1,4% egyéb, nem hazai nemzetiségűnek (9,3% nem nyilatkozott; a kettős identitások miatt a végösszeg nagyobb lehet 100%-nál). Vallásuk szerint 26,3% volt római katolikus, 12,2% református, 0,8% evangélikus, 0,1% görög katolikus, 1,2% egyéb keresztény, 1,4% egyéb katolikus, 15% felekezeten kívüli (42,8% nem válaszolt).

## Nevezetességei
- A falu szélén, Hídjapusztán (a Medinára vezető út közelében) található a Bezerédj-kastély, amelyben ma speciális gyermekotthon működik.
- A Balogh (Illés)-kastély Kajmádpusztán áll. A 19. század közepén emelt kúriát 1928-ban építették át mai formájára.
- A Fiáth-kastély a falutól kb. egy km-re, a Tengelicre vezető út mentén, Apátipusztán fekszik (jelenleg 'Lovas Udvarház' néven panzió).[14]